# Ágoston Vilmos
Ágoston Vilmos (Marosvásárhely, 1947. július 8. – San Antonio, 2022. január 2.) magyar regényíró, esszéíró, kritikus.

## Életútja
Szülővárosában érettségizett, a Babeș-Bolyai Egyetem filológiai karán angol-magyar szakot végzett (miközben építőtelepi segédmunkásként dolgozott). Tanárai: Bretter György filozófus és Láng Gusztáv irodalomkritikus. Felesége Dr. Ágoston Gabriella (Tavaszi) (sz. 1950), lánya Dr. Ágoston Ildikó (sz. 1972). Unokái: Anna és Péter. 1970-ben koholt vádak alapján vizsgálati fogságba került, majd 1971-ben kizárták az egyetemről. Következő évben az Írószövetség támogatásával visszaveszik az egyetemre és 1972-től angol nyelvtanár a csíkszeredai gimnáziumban, 1978-tól a marosvásárhelyi rádió belső munkatársa. A MAMŰ képzőművészeti csoport alapító tagja. 1985-től munkás a Nyárád Kisipari Szövetkezetnél.  
Irodalmi pályáját 1969-ben kezdte az Utunknál, kritikái itt és a Korunk, Igaz Szó, A Hét, Ifjúmunkás, Hargita hasábjain jelentek meg. A Bretter György előszavával kiadott Szövegek és körülmények c. antológiában (1974) a humanista Fábry Zoltán hitéről és félelméről értekezett, kísérő tanulmányaival jelentek meg 1974 és 1978 között a Kriterionnál a Drámák sorozatban Albee, a Horizont sorozatban Hemingway, Thornton Wilder, James Joyce és Déry Tibor munkái.
Összeállította Kimaradt Szó c. alatt (1979) a fiatal költők antológiáját, s mint a már „harmadik nemzedék”-ig jutott Forrás-nemzedék magyarázója és bírálója itt szegezi le tételét: „A pátosz, ami valamikor emelkedettséget, álproblémákon túllátó bölcsességet jelentett, visszatetszően az álproblémák megoldásává egyszerűsödött, és nem téveszthetjük össze a lírával, ami a szigorúan végiggondolt logikai ellentmondásoknak nem a megoldását, hanem a művészeti transzponálását jelenti.”  
1986-ban áttelepült Magyarországra, a Magyar Nemzet napilap művelődési rovatának munkatársa 1991-ig. 1992-94 a Köztársaság rovatvezetője, 1994-95 között a Respublika független politikai hetilap rovatvezető szerkesztője. 1996-1997 Újpest Műszaki Szakiskola és Gimnázium tanára. 1997-ben, fél évig a Hokkaido Egyetem Szláv Kutatóközpont (SRC) meghívott előadója Japánban. 1998-ban PhD fokozatot nyer a JATE – Bölcsésztudományi karán, Szegeden. 1989-92 a Párizsban megjelenő Magyar Műhely szerkesztőbizottság elnöke. 1998-2002 az Európai Összehasonlító Kisebbségkutató Közalapítvány munkatársa. Ezután szabadfoglalkozású újságíró, a Hírlovas Bt. alapító tulajdonosa. 
Nyugdíjazása után feleségével együtt San Antonióba (Amerikai Egyesült Államok) költözött orvos lánya családjához.

## Önálló kötetei
- Humanizmus: ettől-eddig? (Esszék és kritikák. Forrás könyvsorozat, 1977)
- Lassú vírus : regény. Kriteion kiadó, Bukarest, 1981
- Húzd a Himnuszt, ne káromkodj : kisregény. Szépirodalmi kiadó, Budapest, 1989
- Godir és Galanter. Regény; Noran–Palatinus, Budapest, 1998
- Az érvelés ideje. Esszék és tanulmányok; Noran, Budapest, 2000
- Médianacionalizmus, kisebbségek és EU-integráció, EÖKiK, Budapest, 2003
- A konvenció vendégei; Pallas-Akadémia, Csíkszereda, 2004 (Nobile officium sorozat)
- Médiapolitika vagy politikai média (Budapest, EÖKiK, 2005)
- Magyar közszolgálati média (Budapest, EÖKiK, 2006)
- A kisajátított tér. A nemzeti képzelet Doru Munteanu és Wass Albert műveiben; 2. jav. kiad.; EÖKiK, Budapest, 2008
- Lassú vírus. Regény; Noran, Budapest, 2008
- Magyar és román szélsőséges honlapok; EÖKiK, Budapest, 2008 (Műhelytanulmány Európai Összehasonlító Kisebbségkutatások Közalapítvány)
- Godír és Galanter: regény (újrakiadás), Hargita kiadó hivatal, Székelyföld Alapítvány, Csíkszereda, 2018 (Székely könyvtár sorozat)

## Díjak, elismerések
- Román Írószövetség díja (1978)
- Szépirodalmi Könyvkiadó nívódíja (1990)